# Польское геологическое общество
Польское геологическое общество (пол. Polskie Towarzystwo Geologiczne) — польское научное общество, основанное в 1921 году в Кракове. Инициатором создания и первым председателем общества был учёный-геолог и палеонтолог Владислав Шайноха (пол. Władysław Szajnocha).

## Описание
Согласно Уставу, целью Общества является развитие и распространение геологических наук, а также охрана окружающей среды.
В состав Общества входят 11 региональных филиалов.
С 1923 года Общество издаёт научный журнал «Annales Societatis Geologorum Poloniae», ранее издаваемый как «Rocznik Polskiego Towarzystwa Geologicznego» (Ежегодник Польского геологического общества).
В 1948 году Общество стало одним из соучредителей Международного союза охраны природы (англ. International Union for Conservation of Nature and Natural Resources, IUCN).
Начиная с 2008 года, Общество организует научные конгрессы, посвящённые вопросам развития геологии в различных регионах Польши.
Председателем Общества является Adam Gasiński.

## Руководство
Президенты общества, по году избрания:
- 1921 — [уточнить]
- 1945 — Чарноцкий, Стефан
- 1947 — [уточнить]